# Ingo Molnár

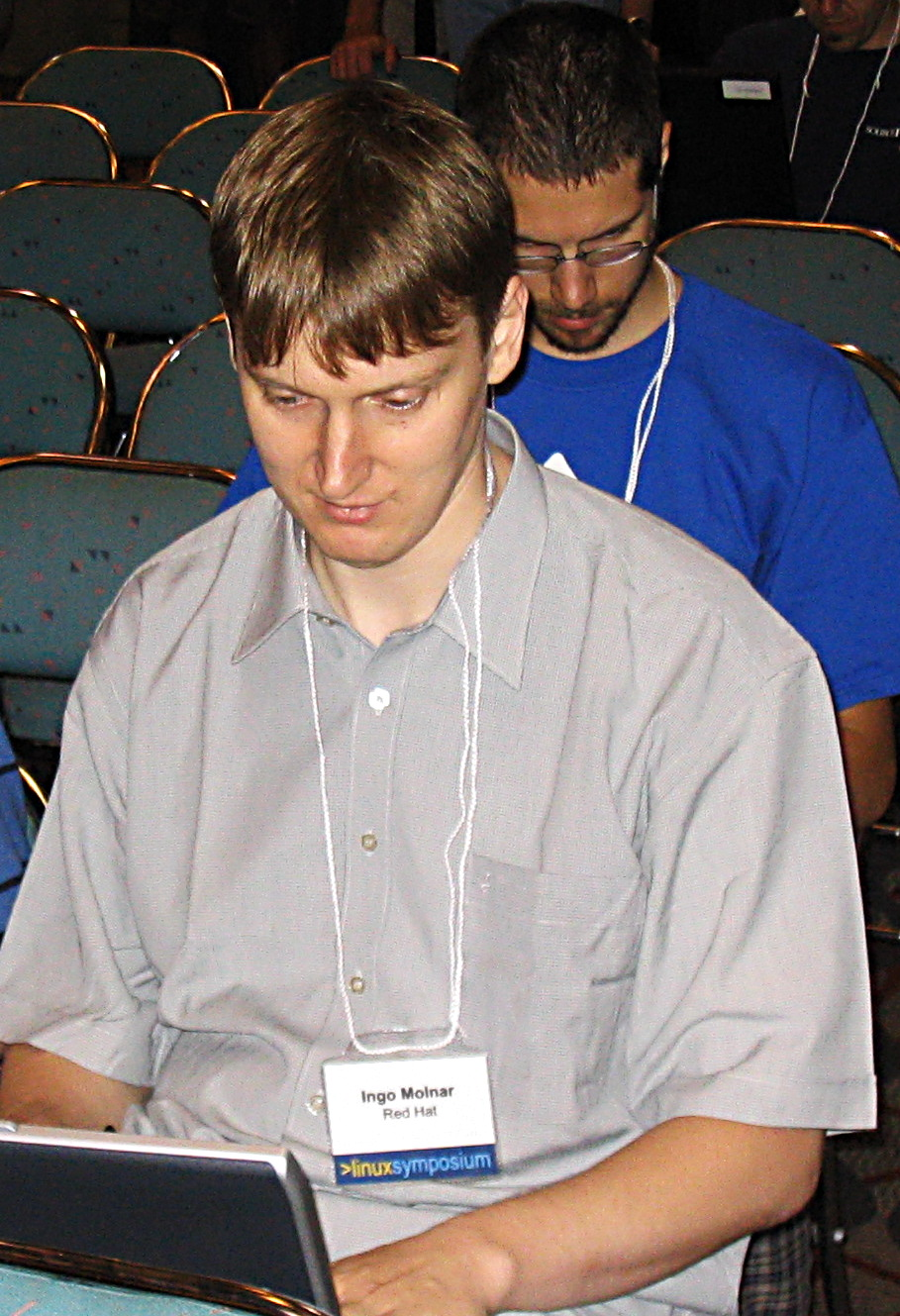
Ingo Molnár (2005)

Ingo Molnár ist ein ungarischer Softwareentwickler, der wesentliche Komponenten im Open-Source-Kernel Linux entwickelt hat.

## Arbeit
Seine bekanntesten Entwicklungen sind der O(1)-Scheduler und der Completely Fair Scheduler im 2.6er-Kernel und der kernelbasierte Webserver Tux. Weitere wesentliche Beiträge zum Linux-Kernel sind Verbesserungen am Thread-System des Kernels (siehe Native POSIX Thread Library) und der sogenannte Exec Shield, welcher Buffer Overflows auf der x86er-Architektur verhindern kann. Sein aktuelles Projekt ist der rt-tree (realtime preemption patch), das den Linux-Kernel um Echtzeitfähigkeiten erweitert. Ingo Molnár ist zurzeit bei Red Hat angestellt.

### Kritik des Linux-Desktops
2012 kritisierte Molnar den Linux-Desktop deutlich als „nicht frei genug“, da die zentral organisierte Softwareverbreitung über die Linux-Distributionen zu träge sei und auch nicht ausreichend mit der Anzahl der Applikationen skaliere um den Erwartungen der Anwender gerecht zu werden. Er plädierte konkret für die Bereitstellung einer dezentralen, skalierungfähigen und distributionsunabhängigen Softwareverbreitungsmethode (ähnlich z. B. Autopackage, Zero Install, Klik-Nachfolger PortableLinuxApps), das Fehlen eines solchen Mechanismus sei eines der Kernprobleme des Linux-Desktops.

### Fast Kernel Project
Im Januar 2022 stellte er sein Fast Kernel Headers project vor, das Abhängigkeiten der Kernel Header untereinander reduziert und damit eine kürzere Build-Zeit des Kernels ermöglicht. In seiner Veröffentlichung des Projektes in der Kernel-Mailing-Liste schrieb er von einer um 78 % höheren Build-Geschwindigkeit.